# Форе
Форе или Ворст (на нидерландски: Vorst; на френски: Forest) е селище в Централна Белгия, една от 19-те общини, съставляващи Столичен регион Брюксел. Намира се на 4 km югозападно от центъра на град Брюксел. Известно е с концертната зала „Ворст Насионал“, със завода на Фолксваген и големия затвор, разположени на територията му. Населението на селището е около 48 000 души (2006).

## Известни личности
Родени във Форе
- Пол Ванден Буйнантс (1919 – 2001), политик
- Реймон Гуталс (1921 – 2004), футболист и треньор